# Magellantapaculo
Der Magellantapaculo (Scytalopus magellanicus, Syn.: Motacilla magellanica), zählt innerhalb der Familie der Bürzelstelzer (Rhinocryptidae) zur Gattung Scytalopus.
Früher wurden unter der Bezeichnung „Andentapaculo“ Grautapaculo (Scytalopus acutirostris), Südlicher Rostbürzeltapaculo (Scytalopus griseicollis), Páramotapaculo (Scytalopus canus), Ancashtapaculo (Scytalopus affinis), Neblinatapaculo (Scytalopus altirostris), Vilcabambatapaculo (Scytalopus urubambae), Punatapaculo (Scytalopus simonsi), Graukehltapaculo (Scytalopus zimmeri), Weißbrauentapaculo (Scytalopus superciliaris) und Dunkelgrauer Tapaculo (Scytalopus fuscus) zusammengefasst. Im Jahre 2005 wurden diese Arten abgetrennt und der Scytalopus magellanicus erhielt einen neuen, eigenen Namen, zu deutsch „Magellantapaculo“.
Die Art kommt in Chile nördlich von Feuerland bis Región de Valparaíso und in Argentinien in der Provinz San Juan vor.
Das Verbreitungsgebiet umfasst baum- und buschbestandene Lebensräume, Waldränder, Felder mit Halden und felsigem Grasland, gerne in Wassernähe und mit Chusquea Bambus in 1000 bis 2300 und bis 3500 m Höhe in der Provinz Mendoza. Im Gebiet kommt noch der Dunkelgraue Tapaculo (Scytalopus fuscus) sympatrisch vor.
Das Artepitheton bezieht sich auf die Magellanstraße.

## Merkmale
Der Vogel ist 9 bis 10 cm groß und wiegt zwischen 10 und 14 g. Die Art ist für einen Tapaculo klein und dunkel. Das Männchen ist überwiegend dunkelgrau, die Stirn silbrig weiß oder schneeweiß, die Handschwingen dunkelbraun mit schmalen braunen Spitzen und schwarzer Subterminalbinde. Der Schwanz ist grau, die Flanken und der Untersteiß sind zimtfarben mit dunkelbrauner Bänderung. Die Iris ist dunkelbraun, der Schnabel schwärzlich mit grauer Basis, die Füße sind hornfarben bis dunkelrosa. Das Weibchen ist blasser grau, Jungvögel zimtfarben bis graubraun und eng dunkel gestreift.
Die Art ist monotypisch.

## Stimme
Der Gesang wird als kurze Folge zweier Töne beschrieben, die gleichmäßig minutenlang wiederholt werden.

## Lebensweise
Die Nahrung besteht aus Wirbellosen und Insekten. Die Art hält sich bevorzugt auf dem Erdboden auf und läuft eher als dass sie fliegt.
Die Brutzeit liegt zwischen Oktober und November. Das Nest besteht aus Laubmoosen, Flechten und Wurzelfasern. Das Gelege enthält 2 bis 3 weiße Eier.

## Gefährdungssituation
Der Bestand gilt als nicht gefährdet (Least Concern).